# Pseudocoremia fragosata
Pseudocoremia fragosata là một loài bướm đêm trong họ Geometridae.